# Pegnitzquelle
Koordinaten: 49° 45′ 29,4″ N, 11° 32′ 15,7″ O
Die Pegnitzquelle ist eine typische Karstquelle der Fränkischen Schweiz in der Stadt Pegnitz. Sie befindet sich auf 425 Meter Höhe nahe dem Schlossberg. Der Ablauf des Quelltopfes gibt dem Fluss Pegnitz seinen Namen.

## Beschreibung
Die Pegnitz entspringt eigentlich im Lindenhardter Forst als Fichtenohe, die Richtung der Stadt Pegnitz fließt. Sie hat bereits eine Fließstrecke von 22 Kilometern hinter sich, wo der deutlich wasserärmere abfließende Bach der Pegnitzquelle in die Fichtenohe mündet. Ab diesem Punkt heißt der Bach Pegnitz.
Die Schüttung des Quelltopfes war früher so stark, dass dort die Zaußenmühle betrieben werden konnte. Diese wurde um 1500 erbaut, doch im Dreißigjährigen Krieg zerstört. 1710 wurde die Mühle als Fachwerkhaus neu errichtet. Zu dieser Zeit war die Pegnitzquelle auch für die Versorgung der Stadt mit sauberem Trinkwasser zuständig. Die mittlere Quellschüttung beträgt heute etwa 5 Liter pro Sekunde; sie ist jedoch stark von Niederschlägen abhängig.
Bei Starkregen-Ereignissen und dem damit verbundenen verstärkten Sedimenttransport können Trübeeinbrüche im Karstwasser der Pegnitzquelle beobachtet werden.
Heute befindet sich im Quellweiher ein Springbrunnen. Im glasklaren Wasser leben Fische wie beispielsweise die Forelle.
Die Pegnitzquelle versiegte im Trockenjahr 2015 fast vollständig.

## Bildergalerie

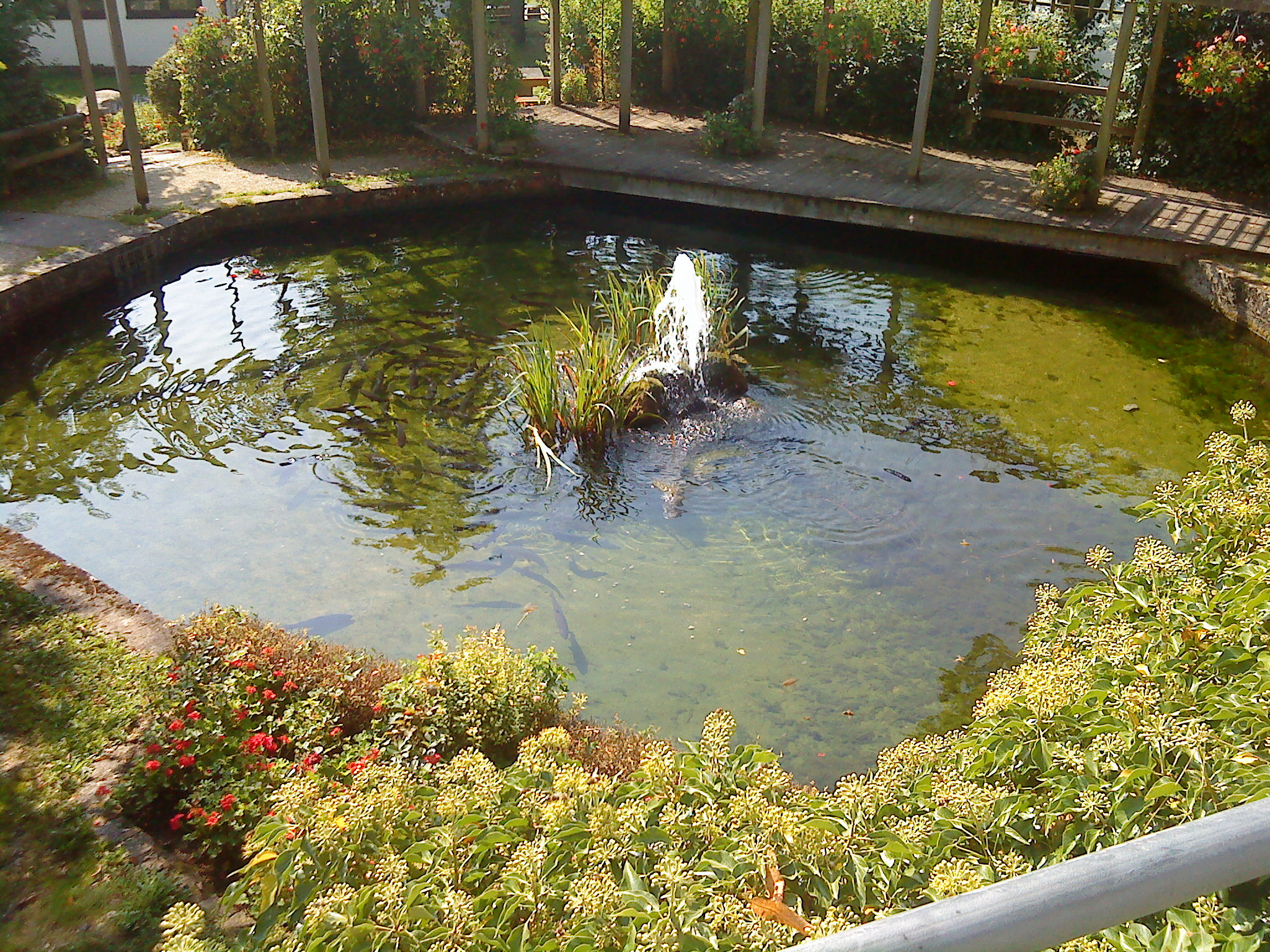
Quellweiher der Pegnitz mit Fischen
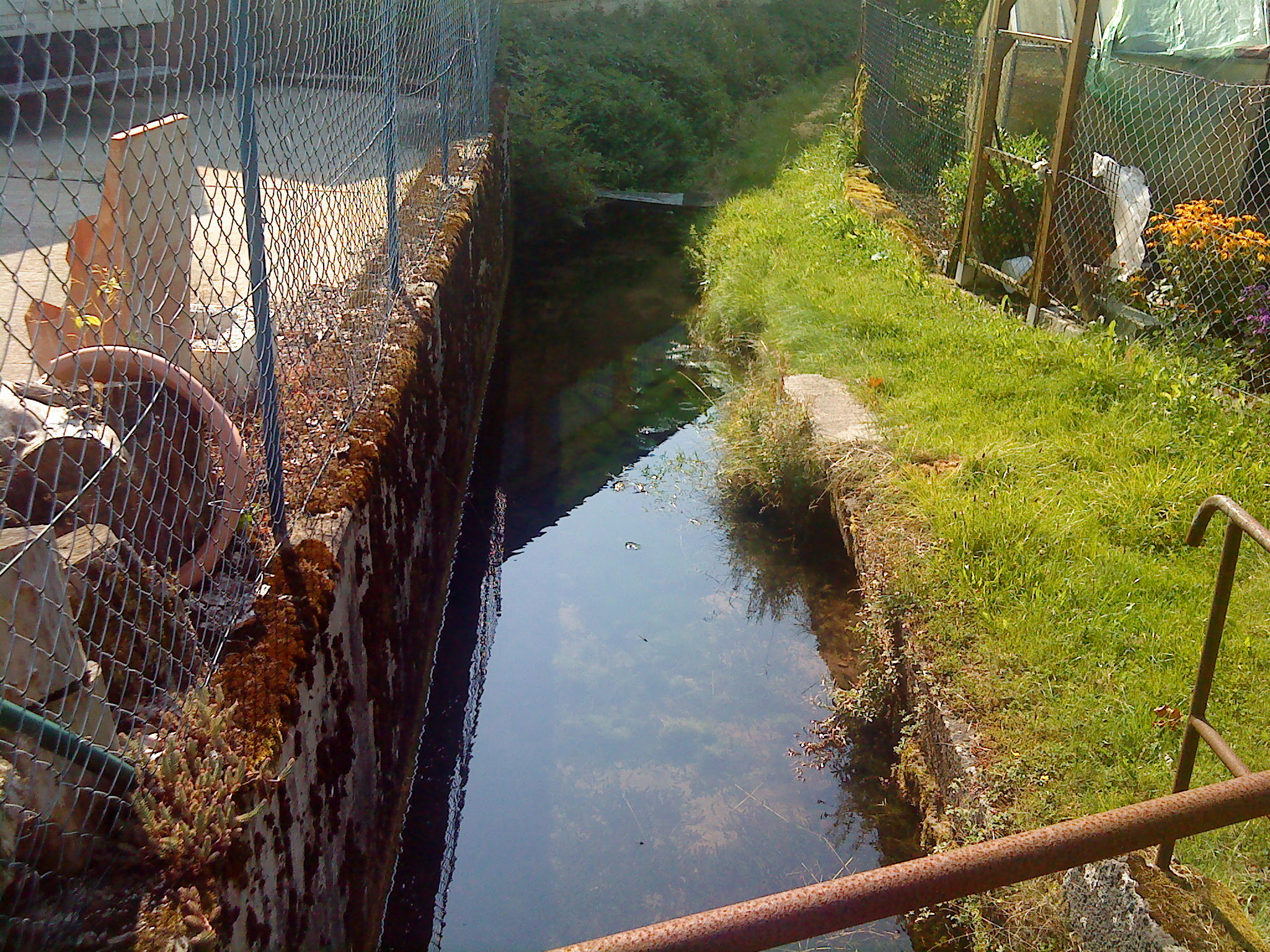
Der abfließende Pegnitzbach
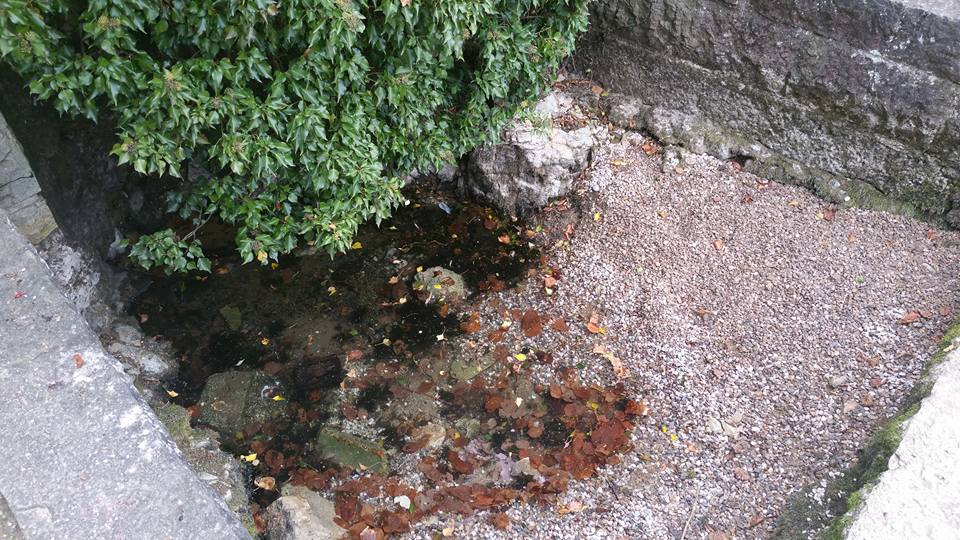
Die fast vollständig versiegte Pegnitzquelle im November 2015